# Cot Jabet (Ganda Pura)
Cot Jabet is een bestuurslaag in het regentschap Bireuen van de provincie Atjeh, Indonesië. Cot Jabet telt 511 inwoners (volkstelling 2010).